# چسنویل
چسنویل (به فرانسوی: Chasseneuil) یک کمون در فرانسه است که در اندر واقع شده‌است. چسنویل ۲۹٫۸۵ کیلومتر مربع مساحت و ۶۷۵ نفر جمعیت دارد.